# Kunstuhr (Heilbronn)

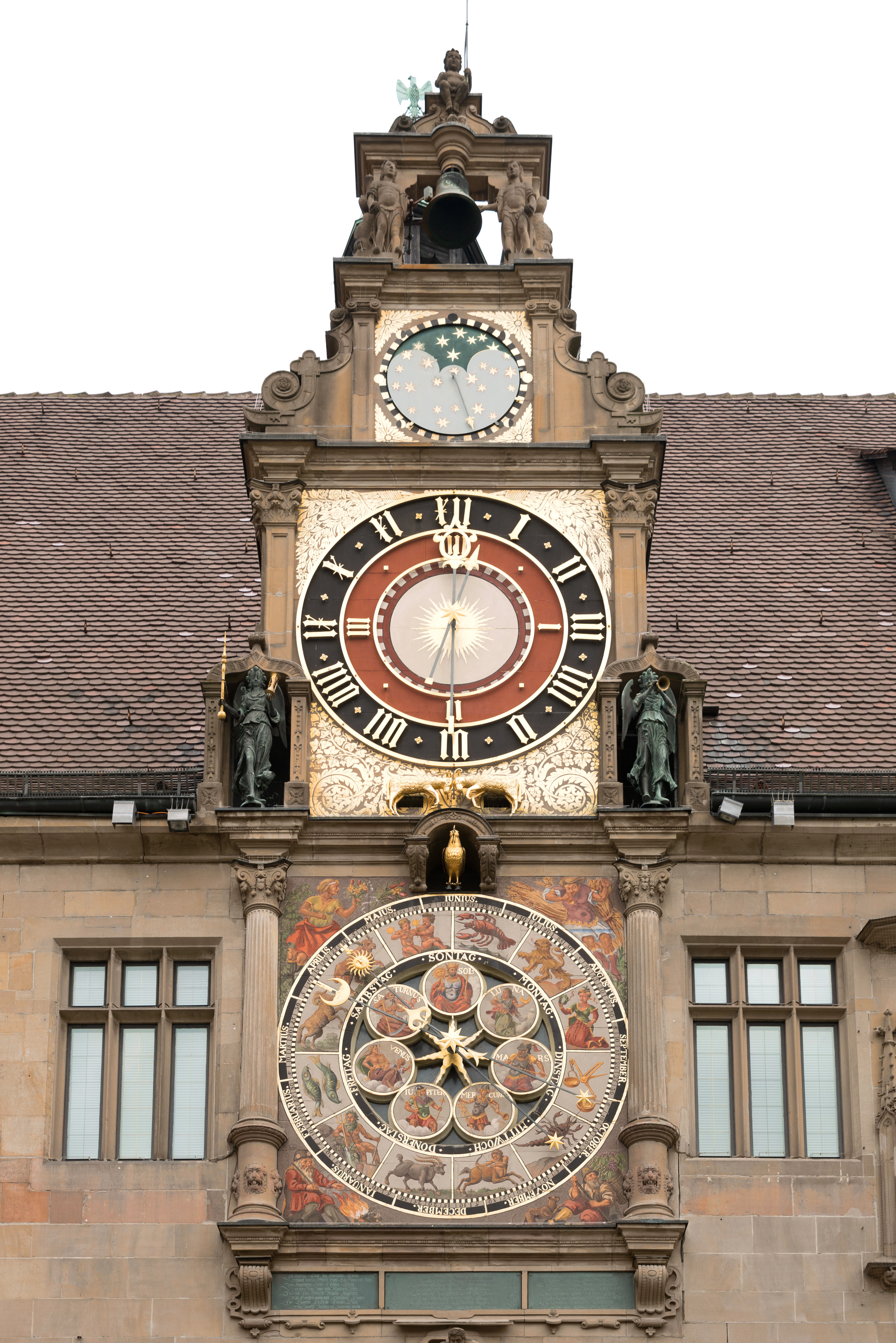
Kunstuhr am Heilbronner Rathaus (2014)

Die Heilbronner Kunstuhr befindet sich am alten, historischen Teil des Rathauses in Heilbronn. Sie ist eine aus dem 16. Jahrhundert stammende astronomische Uhr mit drei Zifferblättern und Glocken- und Figurenspielen. Das untere Zifferblatt befindet sich in der Fassade, die zur Aufnahme der anderen Teile nach oben mit einem Zwerchhaus fortgesetzt ist. Das im Zweiten Weltkrieg zerstörte Uhrwerk wurde rekonstruiert, die beschädigte Schaufront wurde restauriert.

## Beschreibung

### Geschichte
Die Heilbronner Kunstuhr wurde 1579 und 1580 durch Isaac Habrecht gefertigt, wobei Teile einer älteren Kunstuhr von Hans Paulus aus dem Jahr 1525 Verwendung fanden. Die Bemalung und Vergoldung übernahm Hans Peter Eberlin.
1896 wurde das historische Uhrwerk durch eine Neuanfertigung der Firma Hörz aus Ulm ersetzt. Bei der Zerstörung Heilbronns 1944 durch Bomben war auch das Rathaus und seine Uhr betroffen. Die Firma Hörz baute 1953 nochmals ein Uhrwerk, das bis heute seinen Dienst verrichtet. Der Flaschner- und Installateurmeister Wilhelm Klagholz hat für den Wiederaufbau des Rathauses die beiden Widder, den Hahn und den Stadtadler als kunstschmiederne Plastik aus Kupfer angefertigt.
Am 4. September 1953 wurde die Restaurierung der Uhr unter der künstlerischen Leitung von Ingeborg Wolf beendet.

### Die Anzeigen auf den drei Zifferblättern
Die Kunstuhr ist dreiteilig:
- Oben: Monduhr
- Mitte: 12-Stunden-Uhr
- Unten: Tierkreisuhr

Anzeigen und Figuren
Kunstuhr (vor 1944).
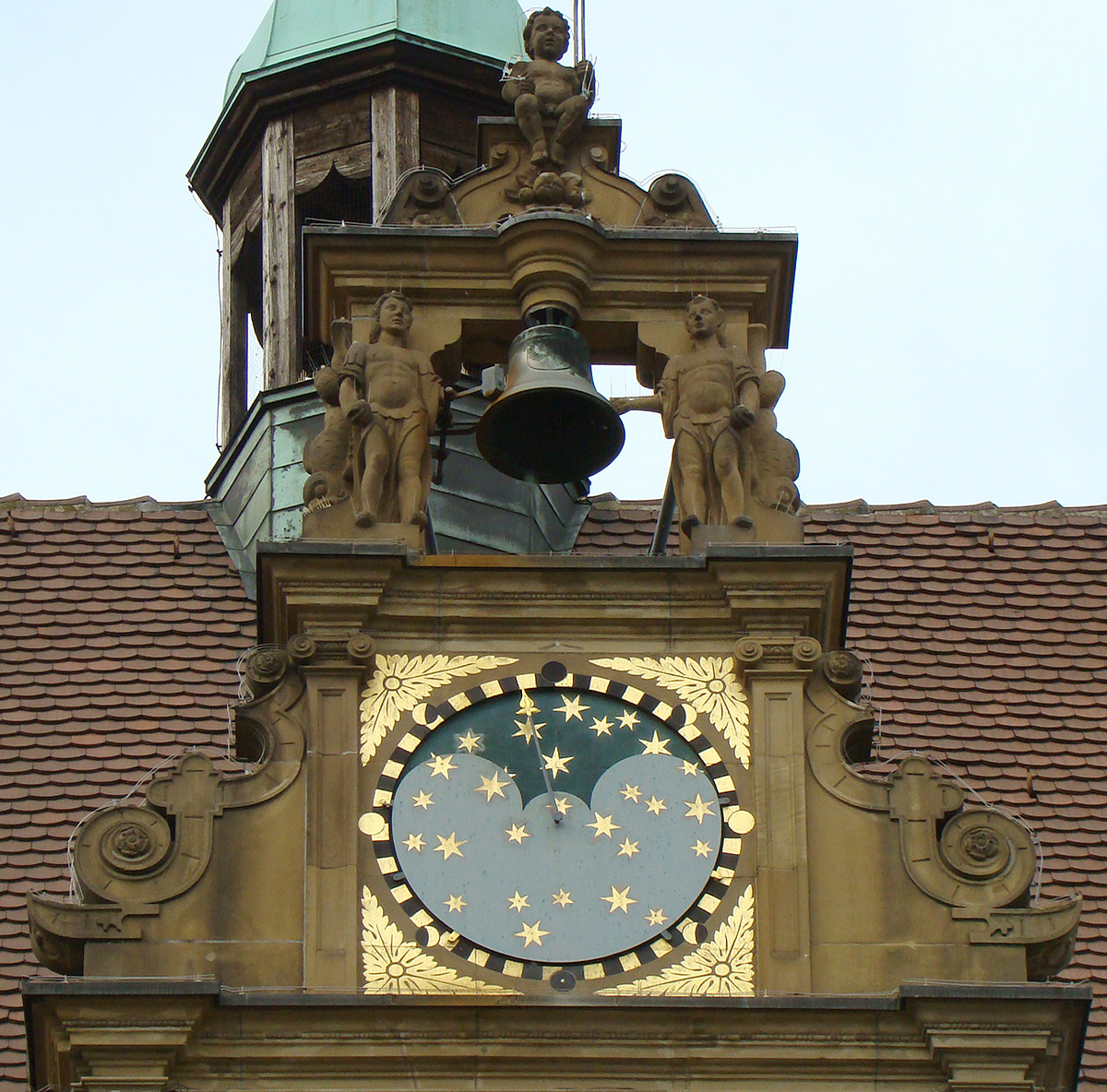
Monduhr (bei Neumond)
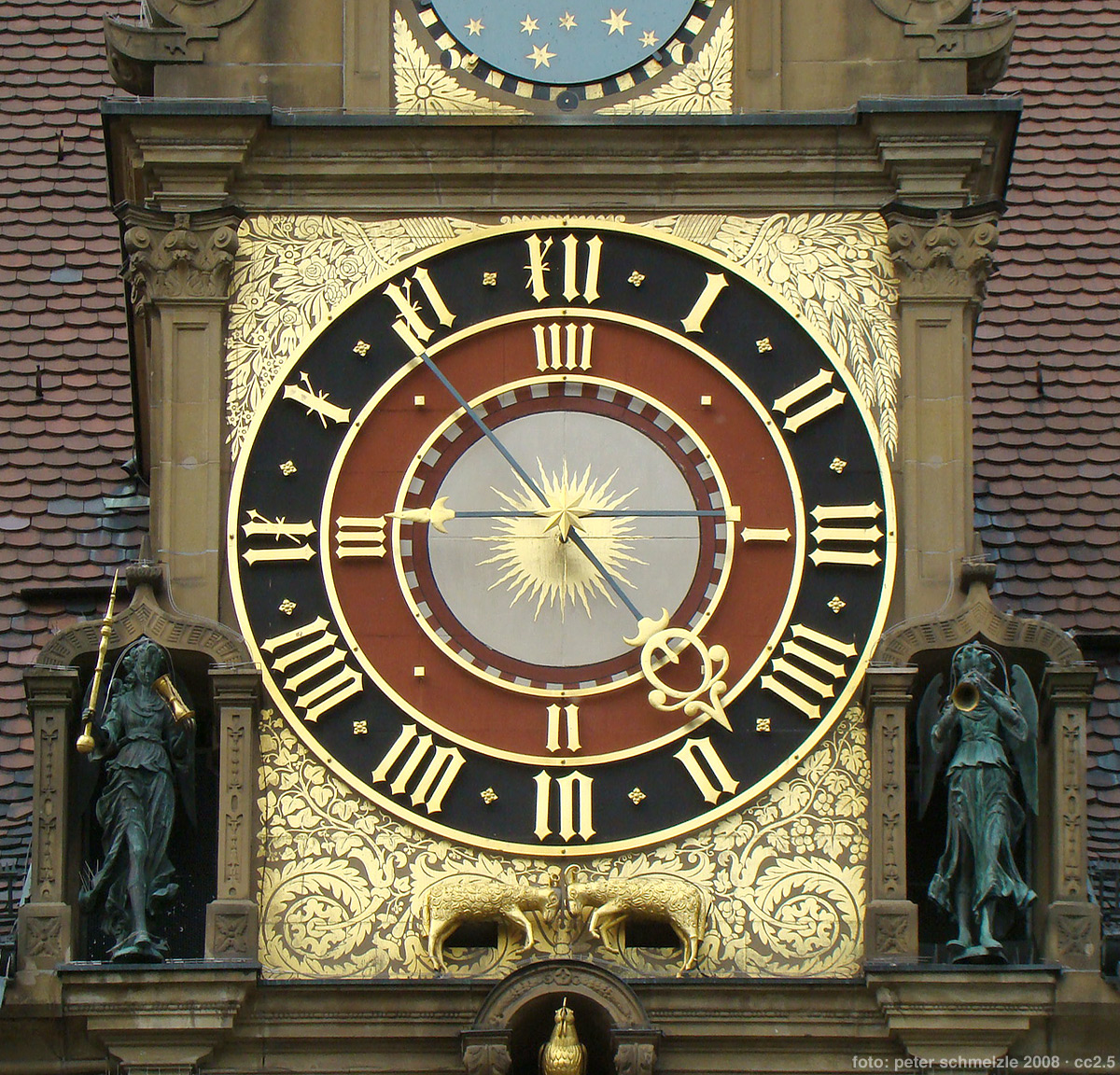
12-Stunden-Uhr und Engels-Figuren
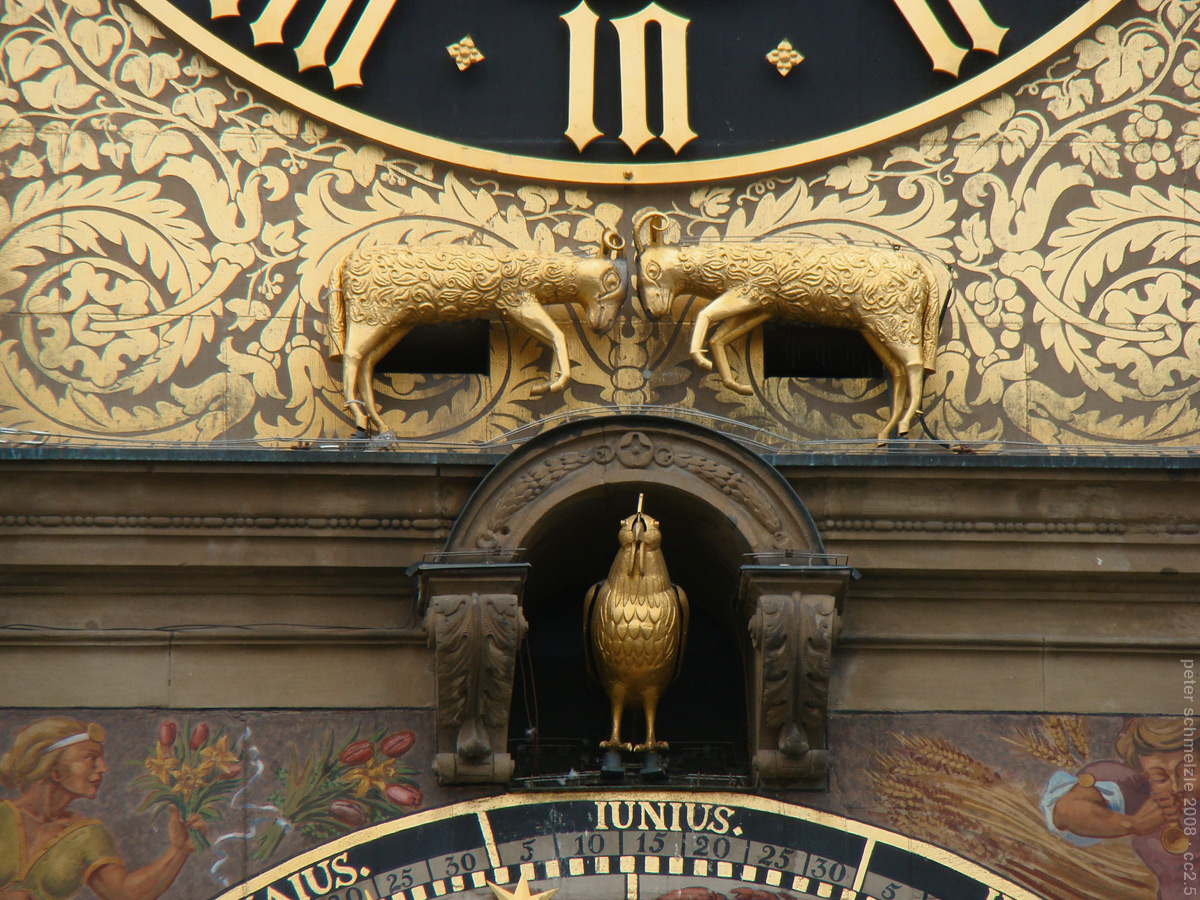
Figuren Widder und Hahn
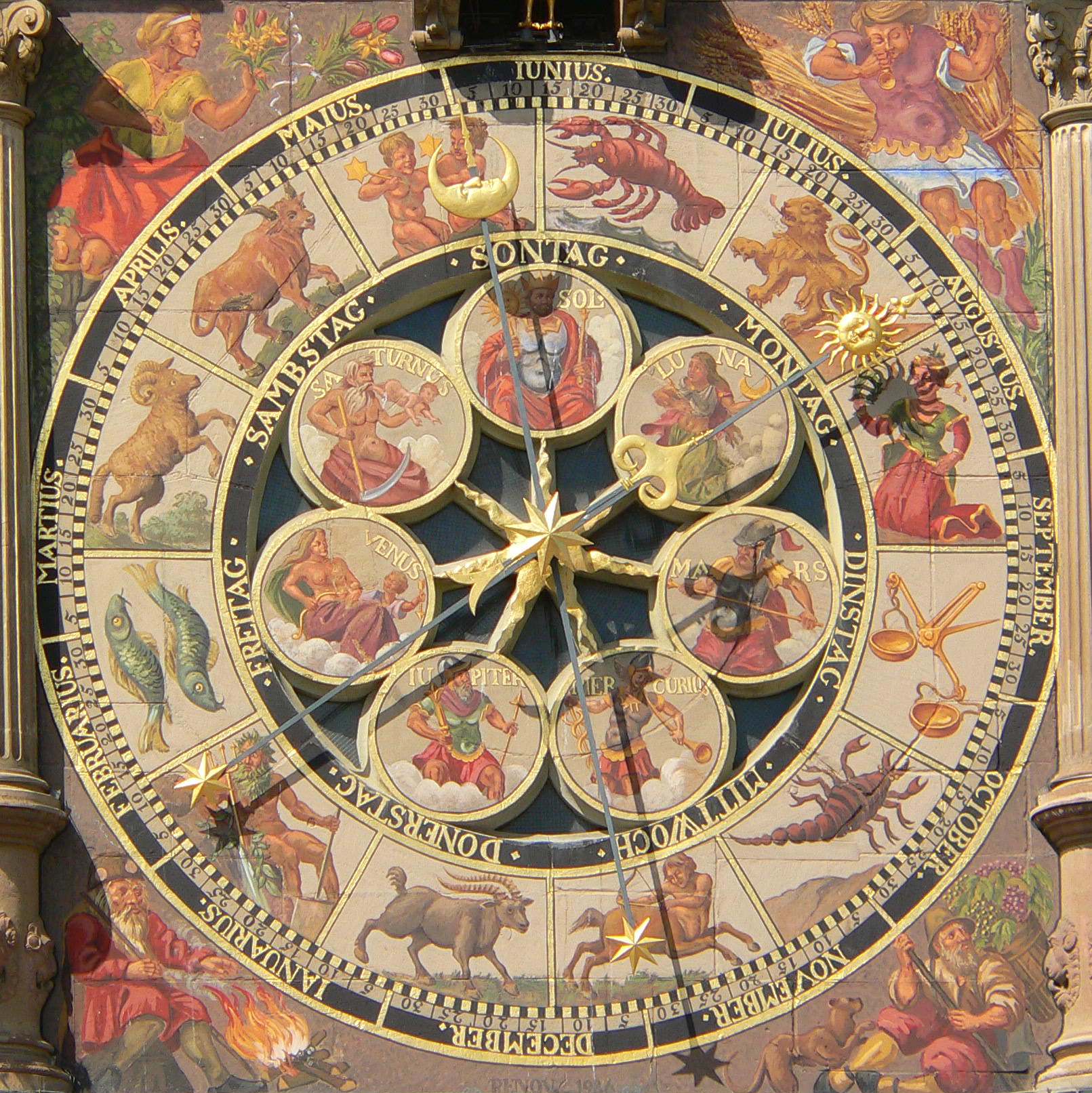
Tierkreisuhr

#### Monduhr
Die Monduhr befindet sich am mit Voluten geschmückten Doppelgiebel des Zwerchhauses.
Der obere Teil des Giebels trägt das Ratsglöcklein.
Zwei männliche Figuren schlagen die Glocke jede Viertelstunde. Ganz oben thront eine Putte.
Die Uhr selbst ist im unteren Teil des Giebels angebracht und zeigt die Mondphasen symbolhaft auf einer unter dem Zifferblatt hervorstehenden Scheibe an. Ein zentrischer Zeiger gibt auf der äußeren Skala das Mondalter in 1 bis 30 Tagen an.

#### 12-Stunden-Uhr
Die 12-Stunden-Uhr (Kleine Uhr) hat einen Stunden- und einen Minutenzeiger. Zwischen den beiden entsprechenden Skalen befindet sich eine dritte Skala, auf der nur die Viertelstunden markiert sind. Anders als bei heute üblichen Uhren zeigt der große Zeiger die Stunden und der kleine die Minuten an.
Zwei Engel (je einer links und rechts der Uhr) drehen sich kurz vor dem Stundenschlag. Der rechte Engel bläst eine Posaune, der linke dreht eine Sanduhr und zählt durch Bewegen seines Zepters die Glockenschläge. Unter dem Stundenkreis stehen zwei vergoldete Widder einander gegenüber. Sie richten sich bei jedem Stundenschlag etwas auf und stoßen mit den Köpfen zusammen. In einer Nische unter den Widdern befindet sich ein Hahn, der um die vierte, achte und zwölfte Stunde kräht und die Flügel entfaltet.

#### Tierkreisuhr
Die Tierkreisuhr zeigt vorwiegend astrologische Sachverhalte an und ist der Hauptteil der Heilbronner Kunstuhr.
Der im Uhrzeigersinn angebrachte Tierkreis bildet die Hauptskala, die zusätzlich von einer Skala mit den Monatsnamen umgeben ist. Die Marke jeden 5. Monatstags ist beziffert. Auf dieser Skala zeigen ein Sonnen- und ein Mondzeiger den Stand der Sonne und des Mondes in den Tierkreisbildern an. Der Sonnenzeiger braucht 365 Tage, der Mondzeiger 27 1/3 Tage für einen Umlauf.
In der Mitte wird mit einem dritten Zeiger der Wochentag angezeigt. Die Wochentage sind mit ihrem Tagesregenten Sonne, Mond, Mars, Merkur, Jupiter, Venus und Saturn markiert.

### Spruchtafeln
Unterhalb des Uhrengiebels befindet sich eine Tafel mit folgenden Versen:
| Im Anfang Gott im höchsten Thron Schuoff durchs Wortt Himmel, Erd, Sonn und Mon Ins Firmament zwei Lichter Stellt, Die uns Tag, Jaar und Monden zellt, Darumb das Werkh Wardt Angestellt Mit G'wissen Gang und Schönen Gmeldt Der Sonnen Cirkh in gewisser Zahl Durch zwölf Zaichen all Jaar ein mahl. | Der mittl Gang zu Nacht und Tagen Stund, Viertel und Minut thut zaigen Des Mon's Schein So Würdt gross und klein Würdt zaigen die Höchst Scheib Allein Die Bilder Seind G'stellt Ins Werkh Weil Jedes hat sein Aigen Gemerkh, Der Widder Kampff die klärlich deutt Dass mitt der Zeitt, Zeitt Hab ein Streitt. | Die Uhr der Engel Schnell Mmbwendt Bedeutt Dein Stund Am Letzten End. Dann mit dem hellen G'schrei der Han Ermant dich, dass Du Buoss Soll Than Des Engels Gross Pusaunen Thon Dass Bald Künfftig Sei Gottes Sohn Der B'ruffen Würdt zur Seheligkeitt Der An Ihn glaubt in dieser Zeitt. |

## Rezeption

### Gottfriedle und Jaköble
Eine Legende berichtet von den beiden Engeln der Kunstuhr zu Heilbronn, dass die beiden in Gestalt junger Mädchen zwischen den Fachwerkhäusern durch die Gassen und Straßen der früheren Heilbronner Altstadt wandeln und zum „friedlichen Miteinander mahnen“: „Wer ihnen in die Augen blickt, vergisst Ärger, Zorn und Stress, ihn erfüllt Freude, er möchte die ganze Welt umarmen“.
- Der eine Engel „Gottfriedle“[7], der durch die Gassen der alten Fachwerkstadt wandelt, dreht dabei das Stundenglas und schwingt ein Zepter. Das Stundenglas als Symbol der Vergänglichkeit bedeutet dabei, dass die Zeit des Sterbens gekommen sei. Das Zepter als Symbol der Macht und Justiz bedeutet hier, dass nun gerichtet werde – Mene mene tekel ufarsin – „Die Uhr der Engel Schnell Mmbwendt … Bedeutt Dein Stund Am Letzten End.… Dann mit dem hellen G'schrei der Han …Ermant dich, dass Du Buoss Soll Than“
- Der andere Engel das „Jaköble“[7], der den anderen Engel begleitet, bläst dazu auf der Posaune und ruft damit zum Jüngsten Gericht – „Des Engels Gross Pusaunen Thon … Dass Bald Künfftig Sei Gottes Sohn … Der B'ruffen Würdt zur Seheligkeitt …Der An Ihn glaubt in dieser Zeitt.“

Bei den Festzügen der Stadt Heilbronn, in der Nachkriegszeit spielen junge Mädchen die Rollen des „Gottfriedle“ und des „Jaköble“. Für den Festzug im Jahre 1955 fertigt der Bühnenbildner Herbert Buhe die Requisiten wie Zepter, Stundenglas und Posaune. Dessen Tochter Ingeborg übernimmt die Rolle des „Jaköble“. Ingeborg Buhe heiratet später den hessischen Landtagsabgeordneten Armin Clauss aus Lauffen am Neckar. Ihre Freundin Ingrid Bressmer (Staudacher) aus Sontheim spielt das „Gottfriedle“.

### Uhrengiebel
Der Uhrengiebel am alten, historischen Teil des heutigen Heilbronner Rathauses wurde mehrmals architektonisch in späterer Zeit diskutiert. So erstmals beim Bau des alten Theaters. Meinungsverschiedenheiten bezüglich der Bauausführung gab es hinsichtlich des oberen Abschlusses der Hauptfassade. Nachdem am 23. Februar 1912 die Kollegien beraten hatten, ob der Theaterneubau einen Giebel mit dem Heilbronner Stadtadler oder ein Türmchen mit Uhr erhalten sollte, votierten sie am 8. März 1912 zugunsten des Heilbronner Stadtadlers inmitten eines Giebelfeldes, das die alten Formen des Uhrengiebels wiedergab. In der Nachkriegszeit wurde am Südflügel der neuen Erweiterungsbauten des Rathauses ein Giebelfeld errichtet, das eine Rezeption des Giebels der Kunstuhr darstellt – Es ist ein „Giebelfeld über dem Eingang am Marktplatz … der … architektonisch … eine gewisse Wiederholung des Uhrgiebels am historischen Rathaus dar[stellt], allerdings in bescheidener und anderer Art, erklärt der Baumeister [Rudolf Gabel].“

Rezeption des Uhrengiebels
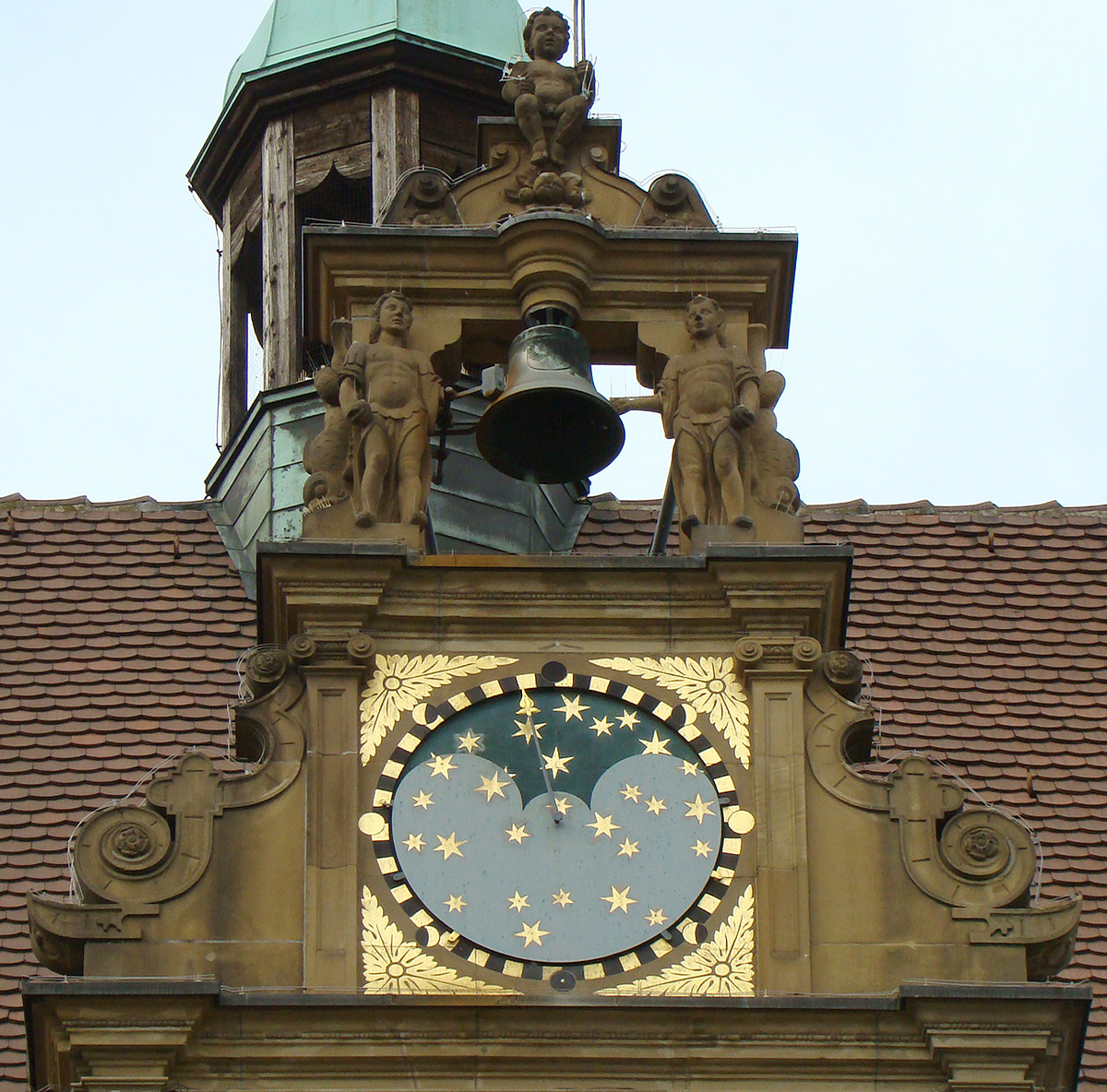
Uhrengiebel mit Monduhr und Ratsglöcklein am Altbau des Rathauses
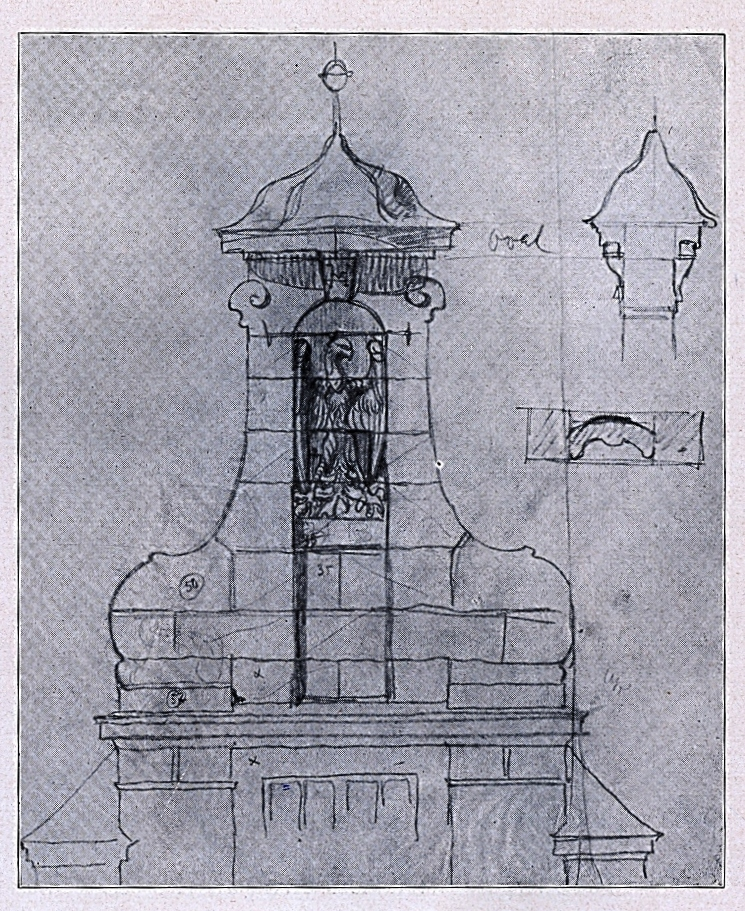
Handskizze von Theodor Fischer für den Giebel des alten Theaters.
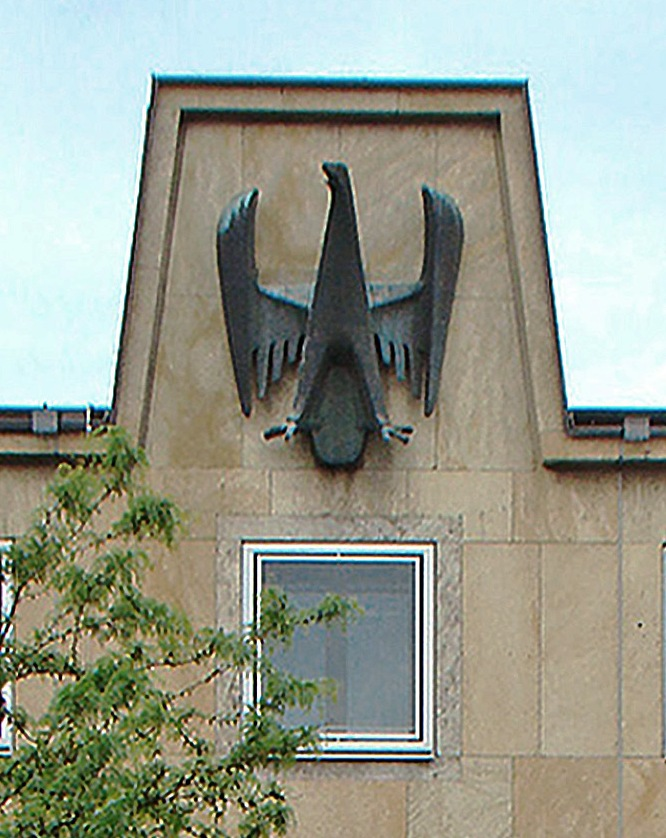
Giebel mit Adler am Südflügel der neuen Erweiterungsbauten des Rathauses